# Szczytna (gemeente)
De gemeente Szczytna is een stad- en landgemeente in het Poolse woiwodschap Neder-Silezië, in powiat Kłodzki. .
De zetel van de gemeente is in Szczytna.
Op 30 juni 2004 telde de gemeente 7401 inwoners.

## Oppervlakte gegevens
In 2002 bedroeg de totale oppervlakte van gemeente Szczytna 133,16 km², waarvan:
- agrarisch gebied: 31%
- bossen: 62%

De gemeente beslaat 8,1% van de totale oppervlakte van de powiat.

## Plaatsen
- Chocieszów
- Dolina
- Łężyce
- Niwa
- Słoszów
- Wolany
- Złotno

## Demografie
Stand op 30 juni 2004:
| Omschrijving                   | Totaal | Totaal | Vrouwen | Vrouwen | Mannen | Mannen |
| ------------------------------ | ------ | ------ | ------- | ------- | ------ | ------ |
| eenheid                        | aantal | %      | aantal  | %       | aantal | %      |
| inwoners                       | 7401   | 100    | 3767    | 50,9    | 3634   | 49,1   |
| bevolkingsdichtheid (inw./km²) | 55,6   | 55,6   | 28,3    | 28,3    | 27,3   | 27,3   |

In 2002 bedroeg het gemiddelde inkomen per inwoner 1144,09 zł.

## Aangrenzende gemeenten
Bystrzyca Kłodzka, Duszniki-Zdrój, Kłodzko, Kudowa-Zdrój, Lewin Kłodzki, gmina Radków. De gemeente grenst aan Tsjechië.